# Villaumbrales
Villaumbrales – gmina w Hiszpanii, w prowincji Palencia, w Kastylii i León, o powierzchni 42,06 km². W 2011 roku gmina liczyła 738 mieszkańców.